# 手榴弾 (日本軍)

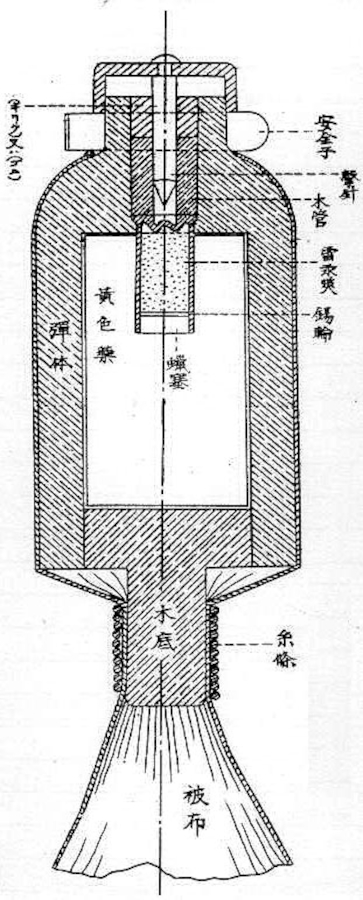
弾尾を布で包んだ壺型手榴弾。着発式の信管を持つ。

手榴弾（てりゅうだん）は大日本帝国陸軍が1907年（明治40年）に最初に制式化した手榴弾である。初期には壺型手榴弾と書類で表記されたが、後には単に手榴弾と呼ばれ、採用年や特徴を現わすことばをつけなかった。

## 概要
日露戦争中に日本陸軍は急造の手榴弾を製造し、ロシア軍との陣地戦で使用した。この急造手榴弾は有効であったため、相当数の手榴弾が製造された。日露戦争中の1905年（明治38年）3月、東京砲兵工廠では8,500個を製造するよう指示されている。これは書類の表記では壺型手榴弾と呼ばれた。こののち壺型手榴弾は1907年（明治40年）に制式化を検討され、同年3月には制式化された。この時の名称は単に「手榴弾」と表記されている。
こののち手榴弾は数度かの改良を経て、1921年（大正10年）に曳火時限式の十年式手榴弾が制定されるまで配備された。制式手榴弾のほか、投擲を練習するため、内部の炸薬を抜いて、煙を排出する穴を弾体に設けた演習用手榴弾が製造され、配備された。

## 構造
制式手榴弾の重量は約500gである。銑鉄で作られた円筒形の弾体の中に黄色薬約30gを収容し、単純な着発式の信管を先端に備えた。この信管は地面と衝突することで黄銅製の撃針が内部の雷管（雷汞筒）を叩いて着火し、爆発するものである。雷管には弾丸の薬莢を利用し、雷汞1gを収めた。信管の形状は単純なもので、弾体にはめ込まれたゴムリングの内部に撃針を収め、このゴムリングの圧着力によって撃針の位置を保つものである。弾体は、底部で木製の部品である木底と接続している。この木底部分は木綿布で覆われており、木綿布は麻糸で木底に縛着されている。縛り付けられた木綿布は、吹き流しのように手榴弾後方に長く伸ばされており、投擲の際に投げる力を遠心力によって強めるほか、手榴弾が地面に対して信管を先に向けて落ちて行くのを補助する。後の改良によってこの木綿布は藁もしくは棕櫚縄に変えられた。安全装置として、撃針と弾体の間に安全子を挟みこんでおり、安全子を抜かないかぎり、なにかのミスで撃針を叩いても、撃針が雷管に触れないようにしている。
欠陥として、寒気でゴムリングが緩んだ場合には撃針が抜け落ちることが指摘された。さらに着発式の機構にも非常に問題が多く、落下の角度によって不発が起こり、また湿地、沼沢地に投擲すると着弾時に衝撃が吸収されて不発を生じた。この欠点に関し、1917年（大正6年）5月26日の書類では、演習用手榴弾を用いて爆発試験を行った結果が報告されている。極端な結果としては、やや湿潤している水田に30発を投げ、全て不発となった。このほかにも高率で不発を示したことから改良の必要が指摘された。これを踏まえ、撃針をゴムリングで保持するものから、バネによって保持するものへ改良、撃針の形状や木管、安全子の経始が変更された。また戦時の供給の便を図って弾尾の木綿布を藁に改めたほか、炸薬も黄色薬から塩斗薬に変更した。さらに弾体に筋目が入れられた。これらは大正8年（1919年）9月27日の陸普第三六六九号により修正図が出され、部隊で改修を実施した。

## 性能
殺傷威力は半径5mである。ただし破片の危険界は半径200mだった。

## 保管
保管は雷管と本体を別々にし、密閉された箱の中に収めた。特に雷汞筒は、使用するまでこれを分離しておくこととされた。使用時には雷汞筒を本体へ挿入し、木管、ゴムリングを挿入、安全子を挟んでから撃針を挿入した。この手順を間違った場合、撃針が雷汞筒に触れて爆発事故を起こした。使用中止時には撃針を抜き去り、安全子を元に戻す。

## 脚注

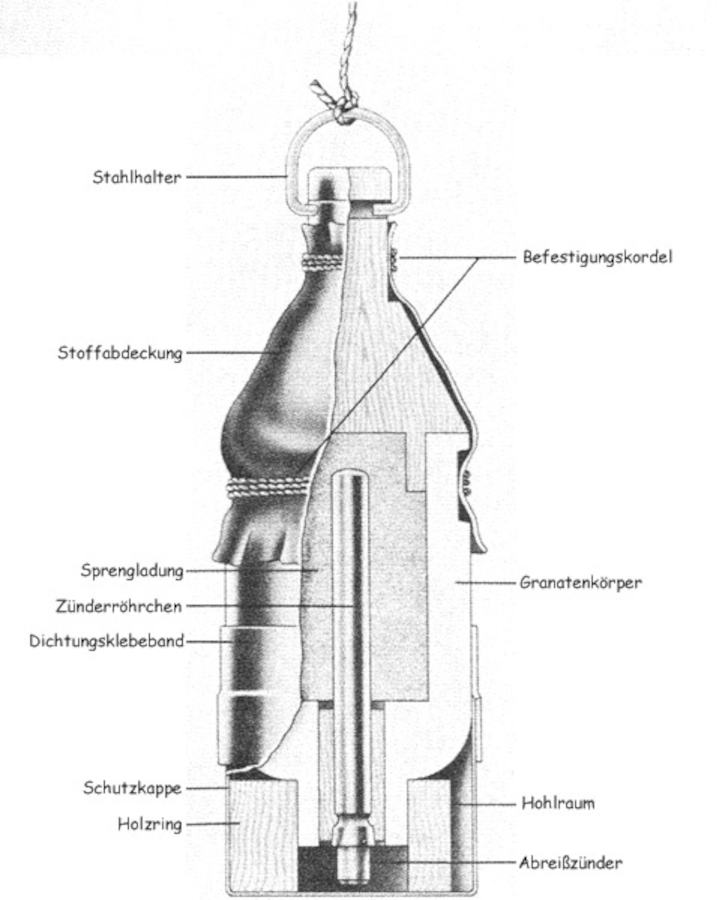
壺型手榴弾を改造して作られた試製改造手投曳火榴弾。ゴムテープを剥がし、蓋を取り去る。リング状の木製スペーサーの一部が摩擦版となっており、信管をマッチのように擦ると発火する。信管秒時4～5秒。